# Věra Suchánková
Věra Suchánková, provdaná Hamplová (29. října 1932 Pardubice – 12. února 2004 Pila) byla československá krasobruslařka a poté trenérka.
V roce 1951 vyhrála v kategorii starších dorostenek Pardubickou juniorku.
V krasobruslení soutěžila za klub Rapid Pardubice v kategorii sportovních dvojic (párů) se Zdeňkem Doležalem. V roce 1958 dvojice ukončila sportovní kariéru. Po ukončení amatérské kariéry působila v 70. letech jako trenérka v Karlových Varech.
Před pardubickou Tipsport arénou bude uvedena, stejně jako Zdeněk Doležal do tzv. Síně slávy pardubického sportu.

## Výsledky
| Soutěž                                     | 1951 | 1952 | 1954 | 1955 | 1956 | 1957 | 1958 |
| ------------------------------------------ | ---- | ---- | ---- | ---- | ---- | ---- | ---- |
| Zimní olympijské hry                       |      |      |      |      | 8    |      |      |
| Mistrovství světa v krasobruslení          |      |      |      | 6    |      |      | 2    |
| Mistrovství Evropy v krasobruslení         |      |      |      | 2    | 5    | 1    | 1    |
| Mistrovství Československa v krasobruslení | 2    | 3    | 3    | 2    | 1    | 1    | 1    |